# Kaloianți, Kărdjali
Kaloianți (în bulgară Калоянци) este un sat în comuna Kărdjali, regiunea Kărdjali,  Bulgaria. 

## Demografie
Componența etnică a satului Kaloianți
     Turci (98,27%)
     Bulgari (1,15%)
     Nicio identificare (0,57%)
     Altele (0%)
La recensământul din 2011, populația satului Kaloianți era de 347 locuitori. Din punct de vedere etnic, majoritatea locuitorilor (98,27%) erau turci, cu o minoritate de bulgari (1,15%). Pentru 0,57% din locuitori nu este cunoscută apartenența etnică.